# Marcel Renault
Marcel Renault var en fransk racerkører og medstifter af bilmærket Renault. Han omkom i et racerløb i 1903.
| - Marcel Renault fotograferet under løbet Paris-Madrid i 1903. |